# Черч Крик (Мериленд)
Черч Крик (енгл. Church Creek) град је у америчкој савезној држави Мериленд.

## Демографија
По попису из 2010. године број становника је 125, што је 40 (47,1%) становника више него 2000. године.
| Група             | 2000.       | 2010.       |
| Белци             | 85 (100,0%) | 111 (88,8%) |
| Афроамериканци    | 0 (0,0%)    | 8 (6,4%)    |
| Азијати           | 0 (0,0%)    | 0 (0,0%)    |
| Хиспаноамериканци | 0 (0,0%)    | 6 (4,8%)    |
| Укупно            | 85          | 125         |